# ATP Challenger Mestre
Das ATP Challenger Mestre (offizieller Name: Venice Challenge Save Cup) war ein von 2014 bis 2018 jährlich stattfindendes Tennisturnier in Mestre, Italien. Es war Teil der ATP Challenger Tour und wurde im Freien auf Sand ausgetragen.

## Siegerliste

### Einzel
| Jahr | Sieger           | Finalgegner       | Ergebnis      |
| ---- | ---------------- | ----------------- | ------------- |
| 2018 | Gianluigi Quinzi | Gian Marco Moroni | 6:2, 6:2      |
| 2017 | João Domingues   | Sebastian Ofner   | 7:64, 6:4     |
| 2016 | Gastão Elias     | Horacio Zeballos  | 7:60, 6:2     |
| 2015 | Máximo González  | Jozef Kovalík     | 6:1, 6:3      |
| 2014 | Pablo Cuevas     | Marco Cecchinato  | 6:4, 4:6, 6:2 |

### Doppel
| Jahr | Sieger                           | Finalgegner                      | Ergebnis           |
| ---- | -------------------------------- | -------------------------------- | ------------------ |
| 2018 | Marin Draganja Tomislav Draganja | Romain Arneodo Danilo Petrović   | 6:4, 6:72, [10:2]  |
| 2017 | Ken Skupski Neal Skupski         | Julian Knowle Igor Zelenay       | 5:7, 6:4, [10:5]   |
| 2016 | Fabrício Neis Caio Zampieri      | Kevin Krawietz Dino Marcan       | 7:63, 4:6, [12:10] |
| 2015 | Flavio Cipolla Potito Starace    | Facundo Bagnis Sergio Galdós     | 5:7, 7:63, [10:4]  |
| 2014 | Pablo Cuevas Horacio Zeballos    | Daniele Bracciali Potito Starace | 6:4, 6:1           |